# Aleksander Kobzdej

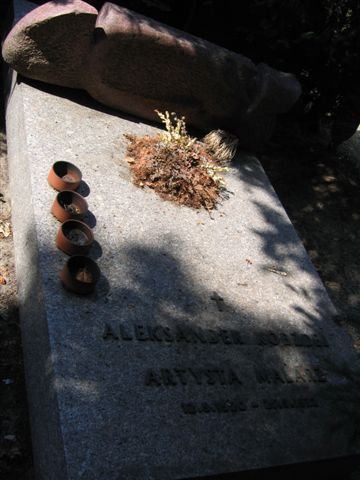
Grób Aleksandra Kobzdeja na cmentarzu Wojskowym na Powązkach w Warszawie

Aleksander Kobzdej (ur. 12 września 1920 w Olesku, zm. 25 września 1972 w Warszawie) – polski architekt, malarz, rysownik, także scenograf, plakacista i ilustrator, od 1951 profesor w Akademii Sztuk Pięknych w Warszawie.

## Życiorys
Urodził się w rodzinie Teofila, lwowskiego fabrykanta, zamordowanego przez NKWD w 1940, i Karoliny z domu Szlachetko (1898–1968). Brat Władysława, architekta, Wojciecha, dominikanina, i Tadeusza, architekta, wykładowcy geometrii wykreślnej na Politechnice Gdańskiej. Od wczesnego dzieciństwa mieszkał we Lwowie, gdzie w 1939 zdał maturę. Jesienią 1939 rozpoczął studia architektoniczne na Politechnice Lwowskiej, jednocześnie zaczął malować pod okiem Władysława Lama. 
W 1944 został wywieziony na roboty przymusowe do Wiednia, skąd uciekł do Jugosławii. W 1945 powrócił do kraju. Po wojnie krótko studiował w Akademii Sztuk Pięknych w Krakowie u prof. Eugeniusza Eibischa by pod koniec 1945 objąć stanowisko asystenta prof. Władysława Lama na Wydziale Architektury Politechniki Gdańskiej. Pracując, ukończył politechnikę z dyplomem inżyniera. W latach 1947–1951 był wykładowcą Państwowej Wyższej Szkoły Sztuk Plastycznych w Sopocie. Następnie przeniósł się do ASP w Warszawie, gdzie uczył aż do śmierci. W 1955 otrzymał dyplom, w 1958 tytuł profesora nadzwyczajnego, wielokrotnie był dziekanem Wydziału Malarstwa, w latach 60. prowadził Katedrę Malarstwa Ściennego (potem zwaną Katedrą Problemów Malarstwa w Architekturze).
W początkowym okresie malował obrazy zbliżone do realizmu socjalistycznego, z których najsłynniejszym jest dyptyk Podaj cegłę (1950) i Ceglarki (1950), później jednak odszedł od przedstawień figuralnych i zaczął tworzyć abstrakcyjne dzieła przekraczające granicę malarstwa, łączone z nurtem malarstwa materii. Należą do nich m.in. Szeroka szczelina między fioletami (1968), czy Szczelina w zieleni (1967); płótno w nich jest podzielone na dwie części, pomiędzy którymi przebiega pozioma szczelina wypełniona reliefem. Obraz Podaj cegłę znajduje się w kolekcji Muzeum Narodowego we Wrocławiu. Jest eksponowany w Pawilonie Czterech Kopuł.
Jest współautorem zespołu budynków Ambasady Chińskiej Republiki Ludowej w Warszawie, ul. Bonifraterska 1 (1956–1959).
Był członkiem Ogólnopolskiego Komitetu Frontu Jedności Narodu w 1958.
Żonaty z Maryną z domu Czubówną (1932–2019), tłumaczką filmową. Ojciec Mikołaja (1969–2011) i Katarzyny (ur. 1954), pierwszej żony Ludwika Stommy.
Zmarł w Warszawie, pochowany na cmentarzu Wojskowym na Powązkach (kwatera B32-20-12).

## Ordery i odznaczenia
- Order Sztandaru Pracy II klasy (11 lipca 1955)[5]
- Krzyż Oficerski Orderu Odrodzenia Polski (26 marca 1954)[6]
- Złoty Krzyż Zasługi (22 lipca 1952)[7]
- Medal 10-lecia Polski Ludowej (19 stycznia 1955)[8]
- Order Pracy I klasy (Wietnam, 1958)[9]

## Nagrody
- Nagroda Państwowa II stopnia za cykl rysunków z Wietnamu (1955)[10]
- Nagroda za obraz Stolik na V Biennale w São Paulo (1959)
- Nagroda im. Gottfrieda Herdera przyznana przez Uniwersytet Wiedeński (1966)
- Nagroda Polskiego Radia i Telewizji za osiągnięcia w dziedzinie scenografii (1967)
- Nagroda indywidualna I stopnia Ministerstwa Kultury i Sztuki (1971)